# Provinciale weg 337
De provinciale weg N337 is een provinciale weg tussen Zwolle en Deventer. De weg voert voor een groot deel over de winterdijk langs de IJssel (vanaf 2 kilometer voor Wijhe tot aan Deventer).

## Route
Plaatsen langs deze weg zijn: Zwolle, Windesheim, Wijhe, Den Nul, Olst, Diepenveen en Deventer.

## Bezienswaardigheden
De weg voert voor een groot deel over de dijk langs de IJssel. De weggebruiker heeft hierdoor uitzicht over deze rivier en de uiterwaarden van de IJssel.
Bezienswaardigheden langs deze weg zijn:
- Molens in Olst en Windesheim
- Rivier de IJssel
- Brouwerijkerk bij Windesheim
- Standbeeld van een neerslager (1988) van Theo Schreurs bij Den Nul
- Magazijnen van het dijkleger
- Gerestaureerde overblijfselen van de IJssellinie ter hoogte van landgoed De Haere

## Fotogalerij

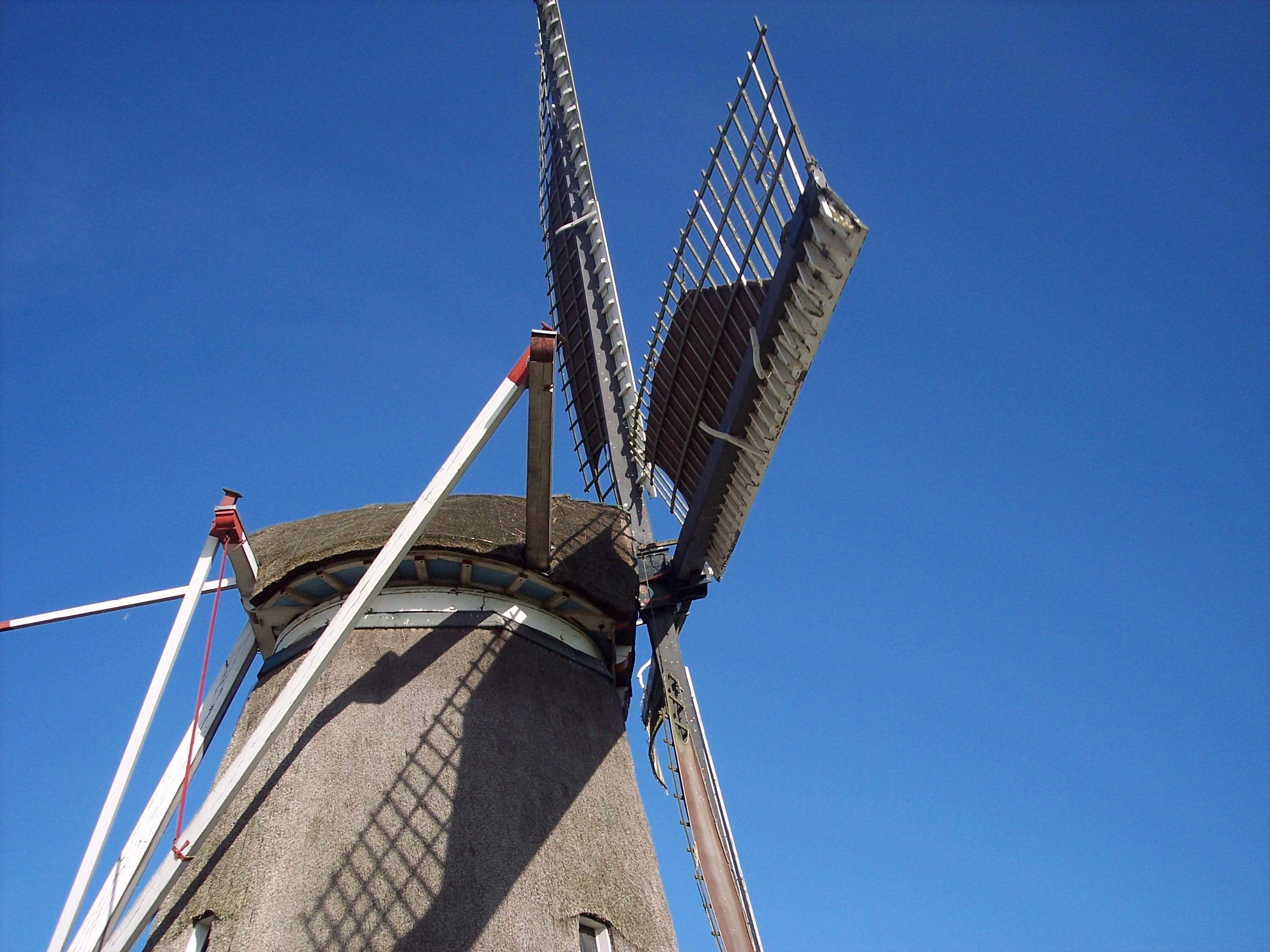
Ter hoogte van Windesheim staat de Windesheimer Molen
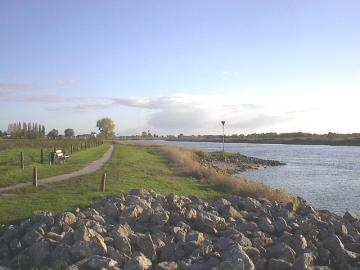
De IJssel bij Wijhe
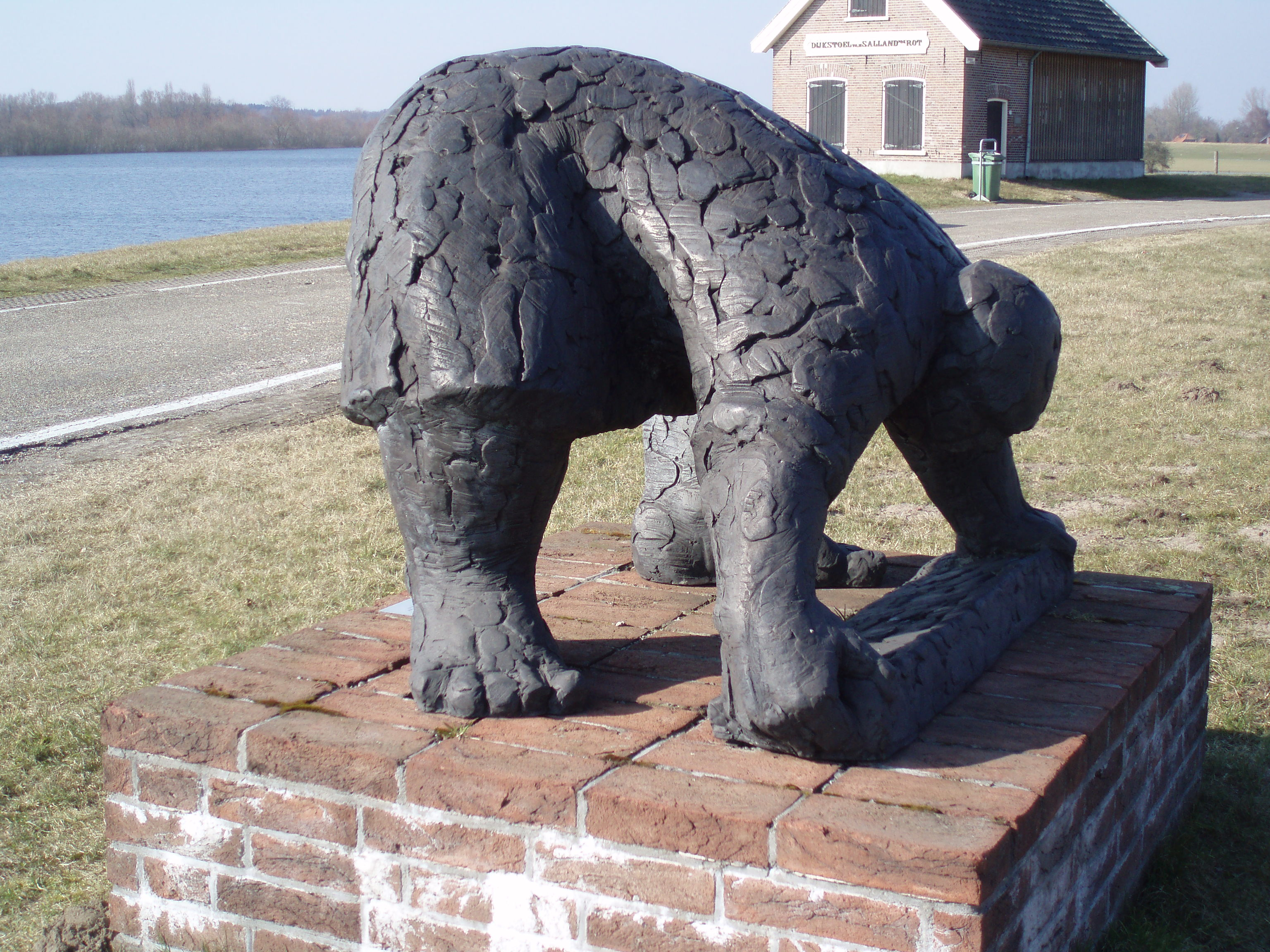
Standbeeld bij Den Nul

N23 · N34 · N224 · N225 · N229 · N233 · N271 · N301 · N302 · N303 · N304 · N305 · N306 · N307 · N308 · N309 · N310 · N311 · N312 · N313 · N314 · N315 · N316 · N317 · N318 · N319 · N320 · N322 · N323 · N324 · N325/A325 · N326/A326 · N327 · N329 · N330 · N331 · N332 · N333 · N334 · N335 · N336 · N337 · N338 · N339 · N340 · N341 · N342 · N343 · N344 · N345 · N346 · N347 · N348/A348 · N349 · N350 · N351 · N352 · N375 · N377

N418 · N701 · N702 · N703 · N704 · N705 · N706 · N707 · N708 · N709 · N710 · N711 · N712 · N713 · N714 · N715 · N716 · N717 · N718 · N719 · N720 · N727 · N731 · N732 · N733 · N734 · N735 · N736 · N737 · N738 · N739 · N740 · N741 · N742 · N743 · N744 · N745 · N746 · N747 · N748 · N749 · N750 · N751 · N752 · N753 · N754 · N755 · N756 · N757 · N758 · N759 · N760 · N761 · N762 · N763 · N764 · N765 · N766 · N768 · N781 · N782 · N783 · N784 · N785 · N786 · N787 · N788 · N789 · N790 · N791 · N792 · N793 · N794 · N795 · N796 · N797 · N798 · N800 · N801 · N802 · N803 · N804 · N805 · N806 · N810 · N811 · N812 · N813 · N814 · N815 · N816 · N817 · N818 · N819 · N820 · N821 · N822 · N823 · N824 · N825 · N826 · N827 · N830 · N831 · N832 · N833 · N834 · N835 · N836 · N837 · N838 · N839 · N840 · N841 · N842 · N843 · N844 · N845 · N846 · N847 · N848 · N852 · N855

Cursief vermelde wegen zijn voormalige provinciale wegen.